# 許承芳
許承芳（1476年—？），字世美，山西太原府陽曲縣人，軍籍，明朝政治人物。

## 生平
弘治八年（1495年）乙卯科山西鄉試第十一名舉人。弘治九年（1496年）中式丙辰科會試第一百八十三名，三甲第八名進士。歷官刑部主事，正德初（1506年）刑部侍郎郝志义之子郝序为其父乞祭葬，诏下刑部鞫之，刑部主事李璋判郝序不应赎杖，太监劉瑾大为不满，与署印主事许承芳并下锦衣卫狱，都察院拟璋违制，承芳不应律，俱赎杖还职。劉瑾犹不满，令杖璋二十，与承芳各降职，正德二年（1507年）六月承芳降为枣阳县知县。累升户部员外郎，六年正月升山东按察司佥事，管理天津屯田，三月兼管霸州等处兵备，刘六等过河焚掠，震动京师，十二月以避贼不击，被逮赴诏狱拷讯。

## 家族
曾祖許子信；祖父許賢，贈監察御史；父許斌，文林郎 監察御史。前母趙氏（贈孺人）；母陳氏（封孺人）。慈侍下。弟承恩、承宗。